# Albrecht Moser
Pour les articles homonymes, voir Moser.
Albrecht Moser, né le 18 janvier 1945, est un coureur de fond suisse. Il est huit fois champion suisse de course militaire et a remporté cinq titres nationaux en athlétisme.

## Biographie
Albrecht, comme bon nombre d'enfants à son âge, pratique le football comme loisir. Il est repéré par un entraîneur de course d'orientation et s'engage dans cette nouvelle discipline. Néanmoins, il préfère courir sans contraintes et en 1963, abandonne la course d'orientation pour le cross-country. Il démontre rapidement de bons résultats et s'essaie ensuite à la course de fond sur piste afin de mieux quantifier ses performances,,.
Il rencontre Marijke van de Graaf lors d'un entraînement à Hilversum aux Pays-Bas. Ils tombent amoureux et s'installent en Suisse où ils se marient. Ils se font remarquer comme couple sportif par leurs bons résultats en course de fond,.
Il se qualifie pour les Jeux olympiques d'été de 1972 sur la distance de 10 000 m. Il court 29 h 5 min 2 s mais ne passe pas en demi-finale.
Il remporte son premier titre national le 4 mars 1973 en devant champion suisse de cross au Mouret. Il remporte la victoire ex-acquo avec Edi Hauser à Sierre-Montana le 14 octobre en l'absence du favori Werner Dössegger.
Lors des championnats suisses d'athlétisme 1974 à Lugano, Albrecht s'illustre en remportant les titres sur 5 000 m et 10 000 m, tout comme sa femme qui s'impose sur 1 500 m et 3 000 m.
Le 10 août 1975, Albrecht s'élance en tête de Sierre-Zinal et mène la course jusqu'à l'hôtel Weisshorn avec une avance considérable. Adoptant un rythme plus prudent dans la descente, il est finalement doublé par le champion britannique 1974 de fell running Jeff Norman qui remporte la victoire avec 26 secondes d'avance sur Albrecht,.
Sa fille Mirja Jenni-Moser (de) naît le 10 avril 1976. Deux semaines plus tard au stade de Champel, malgré la pluie, il bat le record suisse du 25 000 m de 3 minutes en 1 h 19 min 27 s 2 et abaisse celui du 30 000 m détenu également par Reto Berthel de près de 5 minutes à 1 h 35 min 40 s 8 qui est toujours le record actuel.
En 1977, Albrecht remporte ses premières victoires en course militaire en battant les records des parcours.
Le 23 avril 1978, le couple Moser s'illustre à nouveau en décrochant chacun le titre de champion suisse de marathon à Schaffhouse. Durant cette année, il domine la saison des courses militaires en s'imposant notamment à le célèbre Frauenfelder Militärwettmarsch et décroche son premier titre de champion suisse de course militaire.
Le 10 mars 1979, il remporte l'édition inaugurale de la course de Chiètres où il remporte quatre autres victoires par la suite.
Déjà vainqueur à plusieurs reprises du Tour d'Hérémence, il remporte la première édition de la course de montagne Thyon-Dixence en 1982. Il se sépare de Marijke après 12 ans de vie commune.
Jusqu'en 1985, il s'impose comme le véritable dominateur des courses militaires. Il décroche huit titres d'affilée et remporte 56 victoires durant sa carrière, deux records encore inégalés,,.

## Palmarès

### Route/cross
| Année | Compétition                              | Lieu          | Place | Épreuve          | Temps           |
| ----- | ---------------------------------------- | ------------- | ----- | ---------------- | --------------- |
| 1969  | Course Morat-Fribourg                    | Fribourg      | 5e    | Course populaire | 53 min 18 s     |
| 1970  | Course Morat-Fribourg                    | Fribourg      | 2e    | Course populaire | 52 min 50 s     |
| 1971  | Course Morat-Fribourg                    | Fribourg      | 2e    | Course populaire | 53 min 50 s     |
| 1972  | Course Morat-Fribourg                    | Fribourg      | 2e    | Course populaire | 52 min 0 s      |
| 1973  | Championnats suisses de cross            | Le Mouret     | 1er   | Cross-country    | 37 min 33 s     |
| 1973  | Course Morat-Fribourg                    | Fribourg      | 2e    | Course populaire | 52 min 27 s     |
| 1973  | 20 km de Rome                            | Rome          | 6e    | 20 kilomètres    | 1 h 5 min 50 s  |
| 1973  | Course Titzé de Noël                     | Sion          | 3e    | Course populaire | 21 min 43 s     |
| 1973  | Cross de Marseille - Mémorial Jean Bouin | Marseille     | 3e    | Cross-country    | 28 min 43 s     |
| 1974  | Semi-marathon de Saint-Maurice           | Saint-Maurice | 1er   | Semi-marathon    | 1 h 8 min 25 s  |
| 1974  | Course Morat-Fribourg                    | Fribourg      | 5e    | Course populaire | 52 min 49 s     |
| 1975  | Dreiländerkampf                          | Berlin        | 3e    | 30 kilomètres    | 1 h 34 min 43 s |
| 1975  | Semi-marathon de Saint-Maurice           | Saint-Maurice | 1er   | Semi-marathon    | 1 h 11 min 5 s  |
| 1975  | Course Morat-Fribourg                    | Fribourg      | 2e    | Course populaire | 52 min 29 s     |
| 1975  | Course Titzé de Noël                     | Sion          | 1er   | Course populaire | 20 min 46 s     |
| 1976  | Semi-marathon de Saint-Maurice           | Saint-Maurice | 1er   | Semi-marathon    | 1 h 10 min 12 s |
| 1976  | Corrida Bulloise                         | Bulle         | 1er   | Course populaire | 24 min 10 s     |
| 1976  | Course Titzé de Noël                     | Sion          | 1er   | Course populaire | 20 min 47 s     |
| 1977  | Championnats suisses de marathon         | Meiringen     | 2e    | Marathon         | 2 h 21 min 55 s |
| 1977  | Semi-marathon de Saint-Maurice           | Saint-Maurice | 1er   | Semi-marathon    | 1 h 7 min 20 s  |
| 1977  | Course Morat-Fribourg                    | Fribourg      | 4e    | Course populaire | 55 min 3 s      |
| 1977  | Semi-marathon de Nazaré                  | Nazaré        | 3e    | Semi-marathon    | 1 h 7 min 13 s  |
| 1977  | Course de la Saint-Sylvestre de Zurich   | Zurich        | 2e    | Course populaire | 22 min 11 s     |
| 1978  | Championnats suisses de marathon         | Schaffhouse   | 1er   | Marathon         | 2 h 21 min 44 s |
| 1978  | Semi-marathon de Saint-Maurice           | Saint-Maurice | 1er   | Semi-marathon    | 1 h 6 min 42 s  |
| 1978  | Course Morat-Fribourg                    | Fribourg      | 2e    | Course populaire | 54 min 57 s     |
| 1978  | Altdorfer Waffenlauf                     | Altdorf       | 1er   | Course militaire | 1 h 31 min 43 s |
| 1978  | Frauenfelder Militärwettmarsch           | Frauenfeld    | 1er   | Course militaire | 2 h 46 min 55 s |
| 1978  | Course de la Saint-Sylvestre de Zurich   | Zurich        | 2e    | Course populaire | 24 min 44 s     |
| 1979  | Course de Chiètres                       | Chiètres      | 1er   | 15 kilomètres    | 48 min 36 s     |
| 1979  | Hans Roth Waffenlauf                     | Wiedlisbach   | 1er   | Course militaire | 1 h 57 min 4 s  |
| 1979  | Semi-marathon de Saint-Maurice           | Saint-Maurice | 2e    | Semi-marathon    | 1 h 8 min 5 s   |
| 1979  | Marathon d'Athènes                       | Athènes       | 2e    | Marathon         | 2 h 34 min 45 s |
| 1979  | Altdorfer Waffenlauf                     | Altdorf       | 1er   | Course militaire | 1 h 34 min 30 s |
| 1979  | Corrida Bulloise                         | Bulle         | 1er   | Course populaire | 24 min 37 s     |
| 1980  | Course de Chiètres                       | Chiètres      | 1er   | 15 kilomètres    | 48 min 20 s     |
| 1980  | Hans Roth Waffenlauf                     | Wiedlisbach   | 1er   | Course militaire | 1 h 55 min 17 s |
| 1980  | Altdorfer Waffenlauf                     | Altdorf       | 1er   | Course militaire | 1 h 31 min 4 s  |
| 1980  | Corrida d'Octodure                       | Martigny      | 1er   | Course populaire | 29 min 29 s     |
| 1981  | Altdorfer Waffenlauf                     | Altdorf       | 1er   | Course militaire | 1 h 38 min 7 s  |
| 1982  | Course de Chiètres                       | Chiètres      | 1er   | 15 kilomètres    | 48 min 30 s     |
| 1982  | Hans Roth Waffenlauf                     | Wiedlisbach   | 1er   | Course militaire | 1 h 59 min 58 s |
| 1982  | Grand Prix de Berne                      | Berne         | 5e    | 10 miles         | 49 min 32 s     |
| 1982  | Altdorfer Waffenlauf                     | Altdorf       | 1er   | Course militaire | 1 h 31 min 49 s |
| 1983  | Course de Chiètres                       | Chiètres      | 1er   | 15 kilomètres    | 46 min 27 s     |
| 1984  | Course de Chiètres                       | Chiètres      | 1er   | 15 kilomètres    | 46 min 55 s     |
| 1984  | Altdorfer Waffenlauf                     | Altdorf       | 1er   | Course militaire | 1 h 29 min 52 s |

### Piste
| Année | Compétition                       | Lieu   | Place | Épreuve  | Temps          |
| ----- | --------------------------------- | ------ | ----- | -------- | -------------- |
| 1974  | Championnats suisses d'athlétisme | Lugano | 1er   | 10 000 m | 29 min 32 s 52 |
| 1974  | Championnats suisses d'athlétisme | Lugano | 1er   | 5 000 m  | 14 min 15 s 33 |
| 1975  | Championnats suisses d'athlétisme | Olten  | 1er   | 10 000 m | 29 min 42 s 82 |

### Course en montagne
| no  | masculin           | Course                      | Longueur | Départ            | Temps           |
| --- | ------------------ | --------------------------- | -------- | ----------------- | --------------- |
| 1re | Médaille d'or      | Sierre-Montana              | 14 km    | 11 octobre 1970   | 51 min 18 s     |
| 2e  | Médaille d'argent  | Sierre-Montana              | 14 km    | 10 octobre 1971   | 58 min 20 s     |
| 2e  | Médaille d'argent  | Sierre-Montana              | 14 km    | 8 octobre 1972    | 55 min 50 s     |
| 1re | Médaille d'or      | Sierre-Montana              | 14 km    | 14 octobre 1973   | 55 min 34 s     |
| 2e  | Médaille d'argent  | Sierre-Zinal                | 31 km    | 10 août 1975      | 2 h 48 min 46 s |
| 1re | Médaille d'or      | Genève-Le Salève            | 18,5 km  | 20 septembre 1975 | 1 h 9 min 6 s   |
| 2e  | Médaille d'argent  | Chaumont-Chasseral-Chaumont | 32 km    | 24 juillet 1977   | 2 h 10 min 28 s |
| 3e  | Médaille de bronze | Genève-Le Salève            | 18,5 km  | 18 septembre 1977 | 1 h 9 min 9 s   |
| 1re | Médaille d'or      | Chaumont-Chasseral-Chaumont | 32 km    | 16 juillet 1978   | 2 h 8 min 39 s  |
| 2e  | Médaille d'argent  | Sierre-Zinal                | 31 km    | 12 août 1978      | 2 h 41 min 40 s |
| 2e  | Médaille d'argent  | Sierre-Zinal                | 31 km    | 10 août 1980      | 2 h 39 min 12 s |
| 2e  | Médaille d'argent  | Course du Cervin            | 12 km    | 11 juillet 1982   | 1 h 1 min 10 s  |
| 1re | Médaille d'or      | Thyon-Dixence               | 16,35 km | 1er août 1982     | 1 h 14 min 49 s |
| 4e  | 4e                 | Sierre-Zinal                | 31 km    | 8 août 1982       | 2 h 43 min 4 s  |
| 2e  | Médaille d'argent  | Course du Cervin            | 12 km    | 10 juillet 1983   | 59 min 2 s      |
| 2e  | Médaille d'argent  | Thyon-Dixence               | 16,35 km | 7 août 1983       | 1 h 13 min 16 s |
| 4e  | 4e                 | Sierre-Zinal                | 31 km    | 14 août 1983      | 2 h 41 min 35 s |
| 4e  | 4e                 | Sierre-Zinal                | 31 km    | 12 août 1984      | 2 h 40 min 44 s |
| 3e  | Médaille de bronze | Chaumont-Chasseral-Chaumont | 32 km    | 17 juillet 1988   | 2 h 12 min 0 s  |

## Records
| Épreuve       | Performance            | Date            | Lieu        |
| ------------- | ---------------------- | --------------- | ----------- |
| 3 000 mètres  | 8 min 6 s 6            | 3 août 1974     | Berne       |
| 5 000 mètres  | 13 min 45 s 33         | 16 août 1974    | Zurich      |
| 10 000 mètres | 28 min 46 s 0          | 2 juin 1972     | Eschweiler  |
| 25 000 mètres | 1 h 19 min 27 s 2      | 24 avril 1976   | Genève      |
| 30 000 mètres | 1 h 35 min 40 s 8 (RN) | 24 avril 1976   | Genève      |
| 10 kilomètres | 29 min 54 s            | 19 mai 1977     | Broc        |
| 15 kilomètres | 46 min 28 s            | 12 mars 1983    | Chiètres    |
| 10 miles      | 47 min 25 s            | 19 octobre 1975 | Amsterdam   |
| 20 kilomètres | 1 h 3 min 50 s         | 4 novembre 1973 | Rome        |
| Semi-marathon | 1 h 6 min 34 s         | 7 avril 1973    | Onex        |
| 25 kilomètres | 1 h 19 min 9 s         | 27 mars 1976    | Bienne      |
| 30 kilomètres | 1 h 35 min 35 s        | 9 août 1978     | Griesheim   |
| Marathon      | 2 h 21 min 44 s        | 23 avril 1978   | Schaffhouse |